# Île de Rönnskär
L'Île de Rönnskär est une île finlandaise de la mer Baltique située dans la commune Kirkkonummi en Finlande. 

## Géographie
L'ile de Rönnskär est située au sud de Porkkala. 
Rönnskär est un poste de garde des forces de défense et donc une base militaire. 
L'île abrite également la station ornithologique Rönski, qui est utilisée par les ornithologues amateurs et les bagueurs. 
L'île a un port abrité.
Le débarquement sur l'île nécessite un permis de passage approprié de la garnison d'Upinniemi (fi). 
L'Île de  Rönnskär est proche de nombreuses îles :
- îles Hundskär
- Lilla Örskär
- Stora Örskär
- Svedholmen
- Ekö
- Sundsholmen
- Häfsö
- Trässö
- Västra Lökskären
- Östra Lökskären

## Monuments
Le phare de Rönnskär, construit en 1800 sur Rönnskär, est le deuxième plus ancien de Finlande. 
Un maximum de vingt résidents vivent sur l'île du phare de Rönnskär toute l'année.